# 由利本荘市ボートプラザ アクアパル
由利本荘市ボートプラザ アクアパル（ゆりほんじょうしボートプラザ アクアパル）は、秋田県由利本荘市にある公共施設。

## 概要
1989年（平成元年）3月に策定された本荘市（当時）の「子吉川環境整備構想」に基づいて整備され、1996年（平成8年）4月に開館した。
子吉川の河岸に面し、ボート競技の拠点として競技用ボートやカヌーなどを収納するボートガレージや、子吉川の自然について学べる「水と川のミュージアム」など、水に親しむことを目的とした交流・学習施設となっている。
館内は上記のボートガレージおよび会員制のフィットネスジムからなるスポーツゾーン、子吉川の自然や歴史について学ぶ「水と川のミュージアム」、多目的ホールおよびセミナー室からなる文化活動ゾーンにより構成される。 

## 施設

### 1階
- 水と川のミュージアム
  - 「子吉川の自然」のコーナーと、「子吉川とくらし」のコーナーからなる。入場無料。
- ボートガレージ
  - ボート・カヌーなど約70隻を収納可能。
- 多目的ホール

### 2階
- フィットネスジム（会員制）
  - 使用料（年間）
  - 学生1,575円、一般3,150円
- セミナー室
- スカイギャラリー
  - 軽食ラウンジが営業している。

## 交通アクセス
- JR・由利高原鉄道羽後本荘駅より車で5分
- 羽後交通本荘営業所より徒歩5分。